# 中日关系史
- 關於現今中華人民共和國與日本之關係，請見「中日关系」。
- 關於中華民國遷臺後與日本之關係，請見「中華民國與日本關係」。

|                  |                            |                                |            |
| 中国             | 时间                       | 重大事件                       | 日本       |
| 清朝             | 1868年                     | 明治维新                       | 大日本帝国 |
| 清朝             | 1871年                     | 《中日通商章程》签订           | 大日本帝国 |
| 清朝             | 1874年                     | 牡丹社事件                     | 大日本帝国 |
| 清朝             | 1894年                     | 甲午战争                       | 大日本帝国 |
| 清朝             | 1911年                     | 辛亥革命                       | 大日本帝国 |
| 中华民国 ↓       | 中華民國與日本關係         | 中華民國與日本關係             | 大日本帝国 |
| 中华民国 ↓       | 1928年                     | 北伐结束                       | 大日本帝国 |
| 中华民国 ↓       | 1931年                     | 九一八事变                     | 大日本帝国 |
| 中华民国 ↓       | 1937年                     | 卢沟桥事变                     | 大日本帝国 |
| 中华民国 ↓       | 1945年                     | 中国抗日战争胜利               | 大日本帝国 |
| ↓ 中华人民共和国 | 中日关系                   | 中日关系                       | 日本国     |
| ↓ 中华人民共和国 | 1949年                     | 国府迁台                       | 日本国     |
| ↓ 中华人民共和国 | 1952年                     | 《台北和约》签订               | 日本国     |
| 中华人民共和国   | 中华人民共和国－日本国关系 | 中华人民共和国－日本国关系     | 日本国     |
| 中华人民共和国   | 1971年                     | 《联合国大会第2758号决议》通过 | 日本国     |
| 中华人民共和国   | 1972年                     | 《中日联合声明》签订           | 日本国     |

中日關係史是指歷代中國和日本关系的历史。在汉唐时期，中华文明在政治、经济、文化、宗教和科技等很多方面都对日本产生了深远的影响。但在近代，日本对中国影响巨大。特别是日本明治維新後到1945年二戰結束前，中日间发生了多次军事冲突及全面战争，形成了战后两国的政治格局并影响了以后的中日关系。

## 1万多年前－公元900年

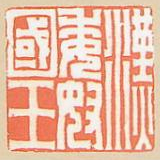
漢委奴國王印文

近代以前，中、日、韓三國之間已經存在國家間之交往，同時，民間領域之交流也在頻繁展開:2。据地质学和考古学研究，第四纪更新世时期，日本群岛与亚洲大陆连在一起，直到1万多年前，由于地壳变动，海面上升，日本列岛才逐渐与大陆隔海相望。此后，日本进入绳纹时代，与大陆鲜有来往。
公元前221年，秦朝灭六国，大批大陆移民迁往日本，同时带去了先进的农耕文明，促使日本进入弥生时代。弥生时代的日本形成了许多小国，据《三国志·魏志·倭人传》记载：“倭人在带方东南大海之中，依山岛为国邑。旧百余国，汉时有朝见者，今使译所通三十国”。另据《后汉书·东夷传》记载：“建武中元二年（公元57年）倭奴国奉贡朝贺，使人自称大夫，光武赐以印绶”。这也是最早有关倭国朝贡的记录。
中國和周邊國家之間之外交關係通常被稱為朝貢關係；如果周邊國家向中國派遣使節並進獻貢品，中國就承認該國國王之權位，並回贈禮品；之後，中國對其他國家之內政和外交不再特別干涉:2。此后的中国史书记载了许多次日本向中国朝贡的事：如公元107年倭国王帅升等朝贡东汉；239年邪馬台國女王卑彌呼遣送使者难升米等朝贡魏；266年倭女王壹與遣使朝贡西晉；421年至478年的57年间，倭王讚、珍、濟、興、武先后遣使朝贡南朝宋。
592年，日本的推古天皇即位，进行了以加强皇权为核心的政治改革，奠定了中国式的官僚制度基础，并派遣使节和留学生到隋朝学习。当时的日本使者小野妹子于607年遣使国书拜访隋朝，由于日本送出「日出處天子致書日没處天子」的國書，引起隋炀帝的怒火，但隋炀帝并未将怒火洒向日本，同时也显示出刚走出列岛的日本要与隋朝分庭抗礼意图。630年，日本舒明天皇派遣最早的遣唐使。645年，孝德天皇即位，推行大化革新，废除大豪族垄断政权的体制，向唐朝的官僚体制学习，建立中央集权国家。
660年，唐和新罗联军灭百济，百济的鬼室福信拥立百济王子扶余丰为王，并向日本求助。663年，在百濟的請求下，日本出兵朝鲜半岛，被唐朝和新罗联军在白江口击败，史称“白江口之战”。此后十余年，日本在本州西部和九州北部大量增筑烽火台，布置重兵防守。然而，唐朝在擊破高句麗之后，由於吐蕃威脅的存在，并未能向日本本土出兵。676年，新罗唐朝同盟破裂，爆发唐罗战争，最后新罗经过和谈控制了朝鲜半岛大同江以南部分，同時也解除了唐朝对日本本土的威胁。此后不久，日本开始心悅誠服學習中國文化。694年，日本持統天皇將首都遷至模仿唐朝长安建成的都城藤原京。701年，日本制定了以唐律为蓝本的大寶律令，将大化改新以来的改革成果制度化，奠定日本做为一个中央集权国家的法治基础。

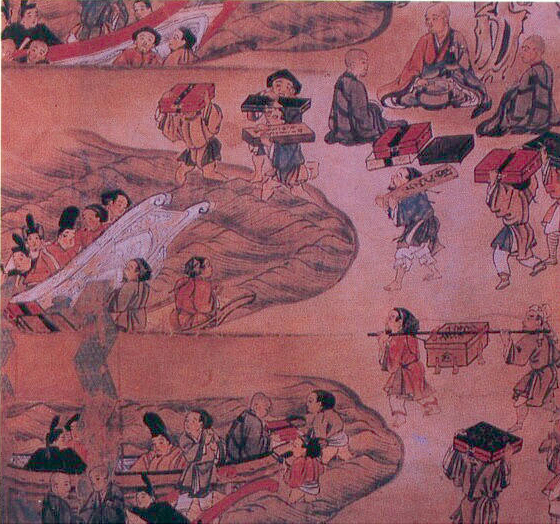
鉴真第6次渡海图

717年，信仰佛教的圣武天皇派遣僧人玄昉入唐，从智周学法相宗，受唐玄宗赐紫袈裟。735年玄昉带着5000余卷经卷及佛像回到日本弘法。753年12月20日，唐朝僧人鑑真在日本遣唐使藤原清河、吉备真备等人陪同下第6次東渡日本成功，开创了日本佛教律宗。与鉴真同行的还有与玄昉一同入唐留学的晁衡，然而，晁衡的船在一次海上风暴中失踪了，唐朝著名诗人李白以为他已遇难，悲痛地写下了七言绝句《哭晁卿衡》。意外生还的晁衡于755年回到了长安。至804年，日本僧人空海赴唐朝长安就学于青龙寺的惠果，成为密宗第八祖。两年后，空海携带密宗典籍和其他书籍回到日本，在高雄山寺开创具有日本特点的真言宗，对日本佛教的发展产生很大影响。8世纪，中日之间的佛教交流非常频繁，成为中日关系史上的一段佳话。
894年，由于唐朝的內亂，日本宇多天皇停止派遺遣唐使。

## 900年－1840年

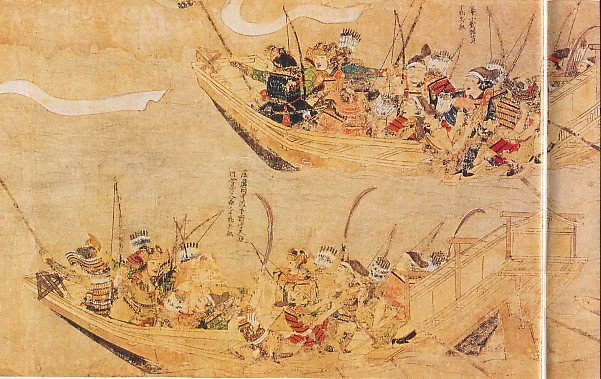
镰仓幕府武士竹崎季长于1293年绘制的《蒙古袭来繪词》：日本、元朝水军对战

宋朝时，两国官方正式交往不多，但民間貿易往来和佛教传播却有所发展。
元朝统一中国之后，希望看到四夷归化。起初元朝无意动武，然而日本不肯就范而遣使朝贡。元朝为了体现作为天下霸主的威严，而发动了元日战争，两次出兵入侵日本，但因日軍猛烈反击、遭遇台风以及水战经验不足都未获得成功。这两次战争在日本被称为“元寇襲來”或“文永、弘安之役”，在战争过程中，日本沿海的對馬、壹岐、松浦、五島列島的居民中也作为有敌意的日军而惨遭蒙古人杀害。
元末，天下大乱，日本海上强盗开始骚扰朝鲜和中国，通称前期倭寇。明朝初期永乐年间，明成祖派遣郑和率船队十余万人抵达日本，传明成祖旨意提出朝贡要求，日本室町幕府将军足利义满回书明成祖，答应向明朝遣使朝贡，并受封“日本国王”，并献上倭寇数十名，两国政治贸易关系加强，前期倭寇時期結束。明朝中后期，皇帝腐败无能，海防废弛。同期日本由于幕府无权而陷入了内乱，内乱当中，流浪武士和明朝沿海的奸商相勾结，侵扰中国和朝鲜沿海，此為後期倭寇。倭寇来犯频繁，嚴重威脅着明朝海防，嘉靖年间，明政府大力整治沿海倭乱，经过戚继光和俞大猷的平定，在嘉靖后期，倭寇基本被荡平。
16世紀後期以後，中國與日本已經不存在朝貢外交關係，兩國關係主要以商品貿易為中心展開；在這種大框架下，中、日、韓三國一直保持着密切關係:2。16世紀末，豐臣秀吉結束日本長期之戰亂，掌握政權；當時中國正處於明朝時期，朝鮮半島處於朝鮮王朝時期:2。丰臣秀吉并接任關白，开始对海外進行扩张。豐臣秀吉有征服中國大陸之野心，在此之前，他曾經兩次侵略朝鮮王朝；但是，在朝鮮王朝民眾抵抗和水軍反擊下，日本侵略並沒有得逞；明朝曾派援軍幫助朝鮮王朝擊退日軍。1592年，豐臣秀吉出兵15萬餘，圖謀侵占朝鮮，窺視大明。戰爭初期，朝鮮由於久不習戰事，一潰千里，不到兩個月內國土基本淪喪，隨後明军支援朝鲜。战争时打时停，由于日军企图重整旗鼓争取时间，假意言和。战争历时7年之久，时打时停。史稱萬曆朝鮮戰爭。最终这场战争以丰臣秀吉病死、日本战死逾半，狼狈撤回本土告终。
豐臣秀吉死後，日、朝兩國又重新締結外交關係:3。1603年，日本江户幕府初期推行擴大貿易政策；但是，隨著基督教勢力不斷擴大，政府開始限制同外國往來；從1641年關始，政府只允許在长崎同荷蘭人和中國人開展貿易活動:3。
在中國東北地區，滿族之前身女真族逐漸強大起來，並于1616年建立「後金」；「後金」軍隊在與明朝作戰同時也進攻朝鮮，傷害朝鮮民眾；後來清朝繼承後金並取代明朝，統治全中國；但是，朝鮮王朝十分重視同明朝之關係，曾經還提出要征討清朝之北伐論:3。
從17世紀中葉開始，朝鮮王朝在清朝首都北京和邊境附近同清朝開展貿易活動，並且在清朝和日本之間進行中介貿易；起初，清朝為防止國內勢力同國外勢力勾結，禁止對外貿易；但是，隨著政治逐漸穩定，政府開始解除貿易禁令，並頻繁同周邊國家開展交流:3。
清朝中前期时，兩國的鎖國政策和日本认为中国“由夏变夷”的现状都减弱了中日之間打交道的意愿。有说法称“有清以来二百年间中日两国政府关系隔绝，除维持对双方均有需求的长崎贸易外，两国再无任何政府和民间的交通渠道，从而日本成为清代中前期对外关系中唯一的例外。”不过，江户幕府第四代将军德川家纲（1651年至1680年在位）时，开始与清朝进行文化交流。他与他以后的几代幕府将军都十分尊重中国，称其为“上国”。日本朝野對清朝康熙、乾隆兩帝相当崇敬，對康熙帝尤甚，尊之為“上國聖人”，对中国文化非常重视。
18世紀後期，歐洲列強開始施加壓力，中、日、韓三國奮起抵抗，拒絕通商；中國只允許在廣州通商，不開放其他港口:3。

## 清朝中晚期（1840年－1893年）

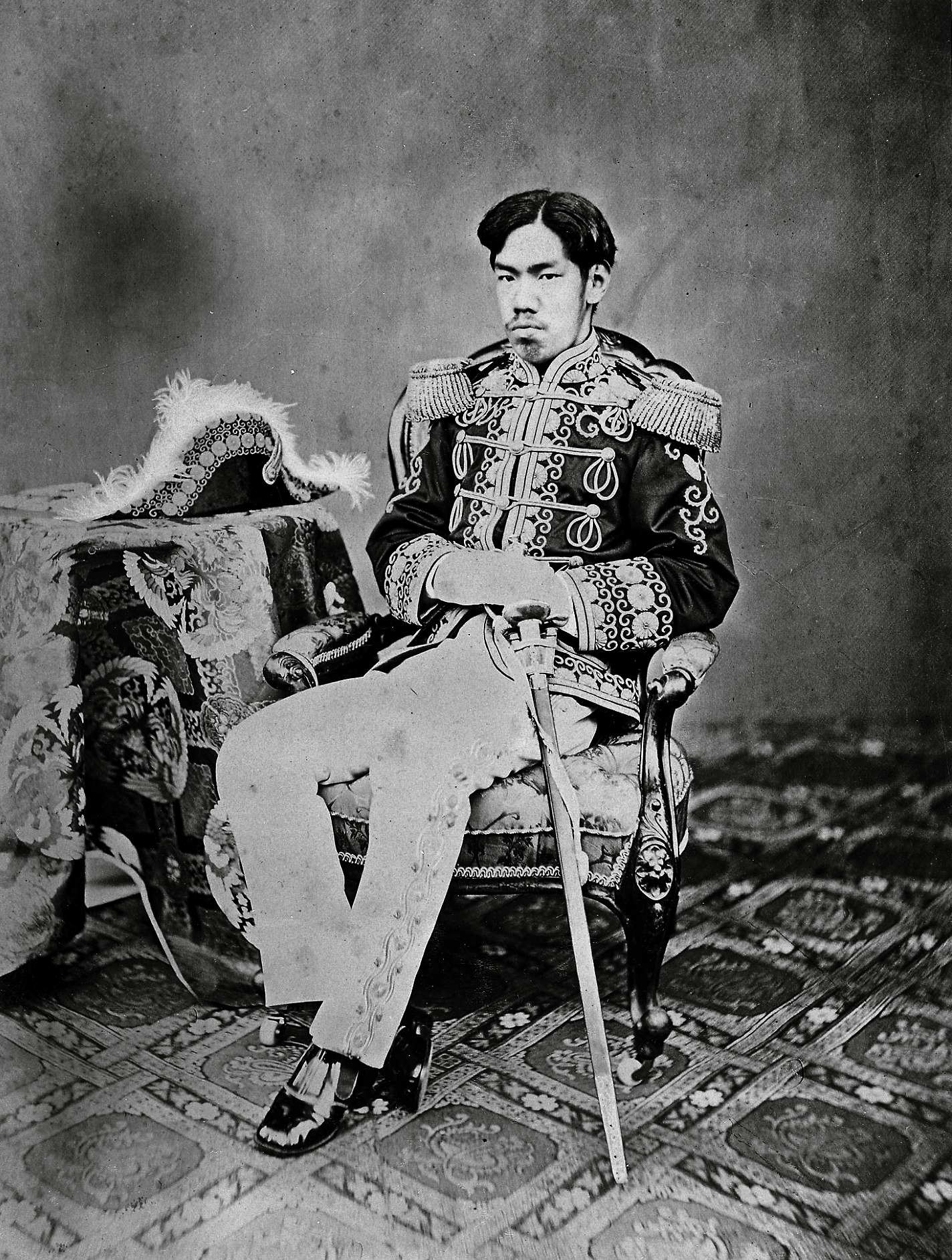
明治天皇，摄于1873年

19世纪中叶以前，清朝和日本的江户幕府都奉行锁国政策。1840年，清朝在第一次鸦片战争中被英国打败，被迫打开国门；1854年日本也被美国“培理舰队”强行开放国门。1854年3月，日本與美國締結《日美和親條約》，8月締結《日英和親條約》；接著，1858年6月，日本與美國締結《日美修好通商條約》，7月與荷蘭、俄國、英國締結修好通商條約:127。日本也面臨著与中国被列强侵占、瓜分的命运，但江户幕府仍然實行保守政策。此後，清朝方面在自身展开洋务运动的同时依旧对日本国内日新月异的变化不以为然，主流看法还满足于对“弹丸小国”的盲目轻蔑。
1871年9月13日，《中日修好條規》由李鴻章與伊達宗城在天津签订，共有18條，主要內容為雙方交換使節、互相承認有限制領事裁判權，通商事宜仿效歐美待遇，互相承認:43。9月，通过与日本在天津签订《中日修好条规》和《中日通商章程》，双方正式确立了对等的国家关系，中日关系也从此进入近代新阶段。1872年，日本派遣岩倉具視為正使之使節團到美國，交涉修訂不平等條約，包含政府首長及留學生，人數達107人:127。
當時，日本要把琉球編入自己國土，而琉球王國一方面同清朝保持着朝貢關係，另一方面又接受日本地方領主之統治；1871年發生台灣人殺害琉球漂流民事件；日本新政府於1874年以報復殺害事件為藉口進攻台灣；第二年琉球被禁止向清朝朝貢，1879年被編入日本領土，成為沖繩縣:24。1872年，日本宣布琉球群岛是日本的领土，不承认中国自1372年起对琉球的宗主国地位，宣布废除琉球国，设置琉球藩，封琉球国王尚泰为藩王，正式合併琉球。以1871年宮古島民台灣遇害事件為由，1874年5月、7月日本出兵臺灣:106，中國方面稱牡丹社事件:105。1874年10月31日，日本透過英國公使威妥瑪“调停”，中日兩國签订《北京专约》，第一條規定：「日本國此次所辦，原為保民義舉起見，中國不指以為不是。」:105，以清朝支付日本50万两解決問題，而且雙方確認：臺灣屬於清朝，而宮古島屬於日本:106。1875年日本政府命令琉球廢止與清朝之冊封關係，關閉福州琉球館；1877年中國派遣駐日公使赴日，向日本抗議阻止琉球進入中國以及朝鮮問題，但1879年4月4日，日本废除琉球藩，設置冲绳县:107。日本完全吞并了琉球。
1877年，以何如璋为首任公使的清外交使团赴日，1882年9月正式开设驻日公使馆。
1873年，朝鮮王朝實際掌握政局之興宣大院君退位，由國王高宗掌握朝政；日本趁此機會，向江華島派遣雲掦號軍艦，故意挑起衝突；這完全是模仿美國要求日本開放時所使用之武力示威；當時，西方列強都急盼望日本使朝鮮王朝開放，中國政府也勸告朝鮮王朝政府儘量避免與日本發生武力衝突:20。最終，朝鮮王朝政府決定開放，1876年同日本簽訂修好條約（《江華島條約》）；但是，由於事前沒有準備，在草簽條約過程中，並沒有充分意識到其內容具有之問題和危險:21。1875年江華島事件:111，1876年日本和朝鮮締結《日朝修好條約》:107，朝鮮開國:111。最終，朝鮮王朝政府決定開放，1876年同日本簽訂修好條約（《江華島條約》）；但是，由於事前沒有準備，在草簽條約過程中，並沒有充分意識到其內容具有之問題和危險:21。《江華島條約》證明朝鮮王朝政府沒能抵禦住日本等多個國家之侵略和干涉；根據條約，朝鮮增加對外開放港口，但是卻不能處罰在開放港口犯罪之日本人；所以，江華島條約及其附屬條約等於允許日本人在朝鮮可以毫無限制地隨意經濟侵略:21。但是，在條約第一條中卻稱「朝鮮國乃自主之邦」，因為日本要排除當時與朝鮮關係密切之清朝之影響，強調自己和朝鮮國親密之關係:21。1876年，《江華島條約》簽訂以後，圍繞着朝鮮國問題，在日本和清朝之間產生之糾葛就已經開始滋生蔓延:24。朝鮮因為貧窮沒有力量改變，於是演變為「事大主義（「事大」語出《孟子》「以小事大」，是一種儒家外交理念，基於強弱力量對比情況之下小國侍奉大國以保存自身之策略，特指李氏朝鮮對明朝和清朝稱臣納貢之政策:113）」:112。李鴻章將自己部下袁世凱任命為朝鮮總督，派赴朝鮮:119。1882年，朝鮮國發生舊式軍隊士兵和下層民眾反對近代化政策之軍隊動亂；過程中日本公使館被焚燒:24。1882年，朝鮮兵士發動壬午事變，攻擊日本公使館，袁世凱逮捕大院君，帶到清朝軟禁:119。1882年，興宣大院君發動兵變，閔妃化妝成宮女外逃:111。清朝應朝鮮王朝政府邀請派遣軍隊鎮壓動亂:24。中國派朝鮮事務大臣吳長慶、幫辦大臣袁世凱出兵平定兵變，將大院君監禁於直隸保定，閔妃重新執政:111。大院君時而為親清派，時而為反清派，偏愛自己宗族女兒，使閔妃成為兒子朝鮮高宗之妻子，而閔妃最初也試圖以日本為後盾掌握權力，但後來厭惡並排斥日本；雙方立場轉換毫無道理可言，只是拼命維持自己權力，只要能成為自己靠山，便可不顧立場，可以與任何人聯手:112。閔妃派轉為反日親清:110。之後，清軍沒有撤軍，繼續在朝鮮國駐紮，力圖影響朝鮮內政；日本也以保護本國外交官為名在漢城駐紮軍隊:24。
此後，清朝對朝鮮王朝內政之影響力日趨加大，改革也遲遲不見進展，金玉均、朴泳孝等朝鮮改革派官僚逐漸感受到危機；他們認為哪怕動用武力，也要掌握政權，進行改革；1884年，在日本公使館和日本軍隊幫助下，這些人終於奪取政權，事件被稱為「甲申政變」:24。1884年12月4日，朝鮮內部开化派派趁著清朝在中法戰爭無暇他故，发动政变，宣佈脫離清朝，但三天之內即被袁世凱鎮壓，政权回到閔妃派系手上:111。親日派金玉均發動甲申事變:110。但是，由於清軍之介入，政變在三天後以失敗告終:25。因此事件牽涉中日，南韓一度視甲申事變為民族主義運動，但在民主化後負面評價增多：北韓和中國則看法較為接近:111。日本和清朝都認為當時在朝鮮還不是展開全面衝突之時機，簽訂條約後，雙方都撤回軍隊:25。1885年4月，伊藤博文與李鴻章締結《天津條約》，約定兩國軍隊自朝鮮撤兵，如果未來要派兵至朝鮮，需於事前通告對方:131。但是，清朝繼續加強對朝鮮王朝內政之干涉，並擴大經濟影響力；日本為守住自己利益並強佔朝鮮，也在不斷加強自身軍事實力，為與清朝交戰做準備:25。
1885年至1887年，英國皇家海軍攻打並佔領朝鮮王朝巨文島（英國稱為漢密爾頓港 Port Hamilton），牽制俄國；中國也害怕俄國介入朝鮮半島，最終俄國允諾不侵佔朝鮮領土，英軍撤出巨文島:121。1885年，朝鮮閔妃派系意圖與俄國簽訂密約，但受到日本和清朝反對而失敗；大院君獲釋回朝鮮，牽制閔妃:120。

## 清朝末年（1894年－1911年）
| 日期       | 事件         | 後果 |
| ---------- | ------------ | --- |
| 1880年代   | 大陸政策     | 日本确立向东亚大陸擴張之国策，以奪取东亚大陆的豐富資源和發展空間。 |
| 1874年     | 牡丹社事件   | 清政府与日本簽訂《北京專約》，使日本据此认定琉球并非中国之藩属国，日后通过琉球处分事实吞并琉球国。 |
| 1895年4月  | 甲午戰爭     | 清政府与日本签署《馬關條約》，清政府承認朝鮮獨立并放弃其宗主国地位，賠款二億兩白银，割让台灣全島、澎湖列島及遼東半島予日本。 |
| 1895年10月 | 三国干涉还辽 | 迫于俄、德、法三国压力，日本归还辽东半岛，但又向清政府索要白银三千万两作为赔偿。 |
| 1900年     | 八国联军之役 | 清政府与包括日本在内的十一国签署《辛丑条约》，赔款重多。 |
| 1905年     | 日俄戰爭     | 日本同俄国签订《樸次茅斯和約》，俄国所占之旅順、大連转讓與日本。清政府与日本通过不平等条约之《中日会议东三省事宜条约》承认日本所获得的利益。 |
| 1911年     | 辛亥革命     | 中华民国宣布建立。12月，以袁世凯为首的清政府和以孙中山为首的革命党人展开南北議和。次年2月，溥仪宣布退位，清朝灭亡。中华民国继承清朝法统。 |
| 1874—1928  |              | 《馬關條約》割讓台灣全島、澎湖列島予日本、日本與俄國簽訂《樸茨茅斯條約》由俄國手中轉移遼東半島旅順、大連、長春至旅順間之鐵路及其支線，及附屬利益；《凡爾賽條約》將德國租借地轉移給日本；日本获得朝鲜的宗主权并最终通过《日韩合并条约》兼并朝鲜半岛。 |

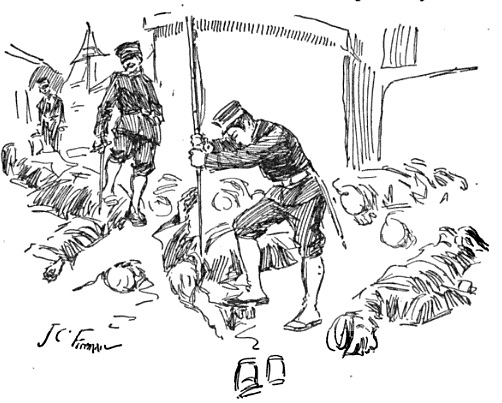
一份西方報紙登載日軍在甲午战争中执行旅顺大屠杀殘害中國人的素描。

日本終於在1894年發動中日甲午戰爭:25。1894年春，由於官吏腐化和對農民之重稅，朝鲜爆发东学党农民起义，起義農民迅速向全國蔓延:26。李朝政府緊急請求清政府派兵鎮壓:26。4月2日，日本和英國開始關於修訂《日英通商條約》之交涉，到7月16日，雙方簽訂《日英通商航海條約》，規定於1899年施行，廢除治外法權、提高關稅，接著美國、俄國也同意廢除治外法權:128。原意英國意在牽制俄國，方與日本聯手，同年俄法同盟也成立；6月，日清兩國互相通告對方將出兵朝鮮:128。6月2日，日本内阁作出出兵朝鲜的决定。6月3日，朝鲜政府请求清政府协助镇压。早有準備之日本也決定乘此時機向朝鮮派兵，製造與中國之衝突，以便驅逐清朝之勢力而控制朝鮮；所以在朝鮮局勢平穩後日本軍隊仍然拒不撤出，相反卻在7月包圍朝鮮王宮，拘禁國王高宗和閔妃，並威逼掌握實權之高宗父親大院君宣佈朝鮮脫離中國「獨立自主」和廢除中朝以往簽訂之條約:26。7月19日，日本驻朝公使大鸟圭介逼令朝鲜政府废除《中朝通商条约》，并驱逐清军出境。7月23日，日军攻占朝鲜王宫，成立以大院君李昰应为首的傀儡政府。7月25日，大鸟令大院君宣布废除中朝两国间的一切商约，并授权日军驱逐屯驻牙山的清军。與此同時，日本海軍首先突襲航行在黃海上之中國艦隊和運兵船，引起中日甲午戰爭海戰之爆發；接着，日本陸軍進攻守衛平壤之清朝軍隊，陸戰開始；戰火很快燃燒到中國遼東半島；由於準備不足，加上清王朝政府內部主和派之掣肘干擾，海上和陸上之清軍均一敗塗地:26。当天，日本联合舰队在丰岛附近海域对中国运兵船及护航舰发动突然袭击；7月29日，日本陆军第5师之混成第9旅向由牙山移驻成欢的清军叶志超部发动进攻，清军败退平壤。8月1日，日清戰爭雙方宣戰:128。同一天，明治天皇发布宣战诏书，中日甲午战争爆发。9月，黄海海战中，北洋舰队沉毁6舰，死伤1,000余人，管带邓世昌殉难；日本联合舰队受重创5舰，死伤600余人，日军取得胜利。戰爭期間，日軍侵入大連、旅顺，血腥屠殺沒有參戰之平民；日軍之暴行受到國際輿論之譴責:26。日军对城内进行4天3夜的抢劫、屠杀和强奸，超过2万名平民遇害。随后，由于李鸿章奉行“保船”政策和慈禧太后挪用海军军费为自己庆祝寿辰等因素的影响，北洋海军龟缩于威海卫基地，坐视日军攻占旅顺；陆军方面，又因叶志超等人私自撤退，导致清军鸭绿江防线小战即溃，继而全面溃败，日军占领辽东半岛。1895年1月，日軍進攻山東，威海衛軍港失陷，北洋艦隊全軍覆沒:26。此后，日军又从成山角攻入山东半岛，从内陆侧后袭击威海卫，清军又败，北洋舰队水师提督丁汝昌自杀身亡。最终，日本取得全胜；曾号称“亚洲第一”的北洋水师不复存在，清政府除乞和外再无出路。
清政府派代表李鴻章去日本議和，在1895年4月17日簽署中日《馬關條約》:26。1895年3月30日雙方簽訂《中日停戰條約》，1895年4月17日，清朝北洋通商大臣李鸿章和日本首相伊藤博文在日本马关春帆楼签署了《中日马关条约》，条约规定：中国从朝鲜半岛撤军并承认朝鲜的“自主独立”，中國不再是朝鮮之宗主國； 中国割让其东南的台湾岛及所有附属岛屿、澎湖群島和东北部的辽东半岛给日本；中国赔偿日本2億两白银。从此日本完全控制朝鲜半岛，并最终实现“日韩合并”。条约签订后，台湾人民成立台湾民主国予以抵抗，但很快失败了。俄、法、德三國不希望在中日甲午戰爭中取勝之日本獲益過多，所以反對將中國之遼東半島割讓給日本，在三國干涉還遼下，清政府雖然收回遼東半島，但又支付3,000萬兩白銀償金:27。中日於1895年11月8日簽訂《遼南條約》，日本放弃割占辽东半岛，改为3,000万两银“赎辽费”。日本歷史學家宮脇淳子認為，日清戰爭後，清國尚未有「民族主義」，僅有部分人士出現「必須現代化」意識，改革派康有為與譚嗣同不主張革命，只是向光緒帝建言改革「救國」，目標為建君主立憲制，試圖延續清國國祚，認為如果不接受近代制度，清國將淪為外國殖民地:150。由於中國戰敗，台灣被迫割讓給日本，更多港口被迫開放；由於中國承擔之戰爭賠款相當於年財政收入之三倍，為支付巨額賠款，清政府向外國大舉借債，背上沉重包袱；列強圍繞中國之爭奪更加激烈:27。

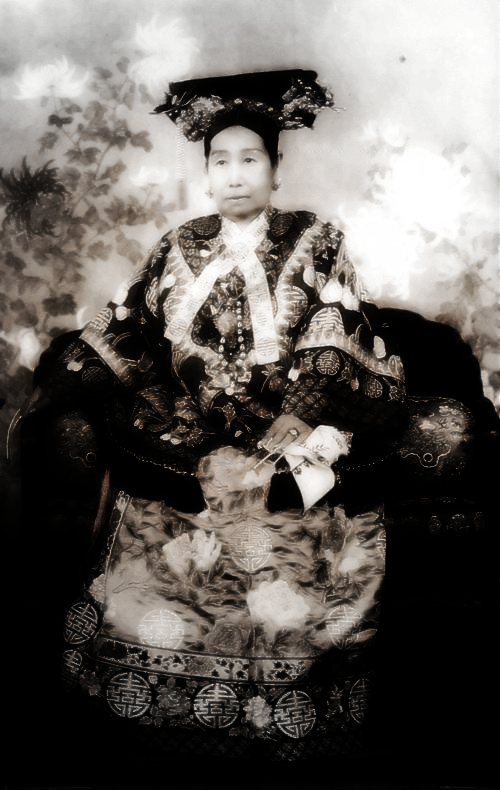
慈禧太后

甲午戰爭後，康有為首先聯合知識分子向光緒皇帝上書，反對簽訂馬關條約，以後又與梁啟超等維新派知識分子組織團體，發行報紙，主張自上而下變革政治與經濟；特別是在德國佔領山東之膠州灣，俄國強行租借旅順大連後，他們更提出「救亡圖存」之口號；當時光緒皇帝接受維新派主張，1898年頒佈詔書，宣佈推行新政；新政內容涉及政治及經濟制度和文化等；變法表明維新派已經形成具有政治傾向之政治勢力，引起滿漢權貴之恐懼；由於擔心改革觸犯他們之既得利益，以慈禧太后為首之頑固派鎮壓變法，囚禁光緒皇帝，殺害譚嗣同等6名志士，康有为、梁启超被迫逃往日本；變法僅推行103天就被扼殺:34。清政府派出知府銜道員劉學洵與員外郎慶寬以“考察商務”為名赴日，相互密商結盟，并引渡康梁回国。但劉學洵與慶寬办事不力，逐告吹。但康有為在變法失敗逃亡到日本後，卻主張君主立憲，反對推翻清朝專制統治之革命運動，成為著名之保皇派，在資產階級革命運動到來時，他仍堅持改良主義之變革，與革命對抗:38。
戊戌政变后完全控制清廷的慈禧，对西方反对她废黜光绪十分不满。當西伯利亞鐵路正在舖設時，清朝發生義和團之亂；至1900年為止滿洲都是滿洲人土地，不對漢人開放，很多山東人作為俄國鋪設鐵路之苦力並非正式入懇，違法私下從黃海對岸之遼東半島登陸後散布滿洲；滿洲人民由於厭惡俄國人，遂破壞俄國鐵路:171。俄國以保護東清鐵路與自己國民為藉口入侵滿洲，自西伯利亞運送17萬7千名軍人控制全滿洲，滿洲大臣即逃離滿洲:171。
基督教之傳教活動伴隨西方列強對中國之侵略不斷擴大，引起與中國文化之矛盾；特別是有傳教士激化與中國各地民眾之衝突，各地掀起反「洋教」鬥爭；1898年秋，山東民眾組織反對洋人和洋教之义和团，打出「扶清灭洋」之旗号，攻打各教會，將運動逐漸擴展到政治中心之京津地區；清政府開始想利用義和團之力量對抗列強，甚至派軍隊參加義和團，一起焚烧教堂，圍攻外國使館；於是，受到衝擊之使館與各國傳教士紛紛向本國政府請求支援:34-35。1900年6月，英、德、俄、法、美、日、意、奧八國組成聯軍佔領北京；當時在出兵中國之各列強軍隊中，日軍數量最多:35。義和團包圍北京東交民巷，各國為保護本國國民，必須出動聯軍，但自歐洲派遣軍隊緩不濟急，所以英國請求日本出兵，可最快前往北京；因此八國聯軍共有19,700人，日本派兵將近一半、9,750人:159。6月17日联军攻占大沽口炮台。6月20日，德国驻华公使克林德代表各国前去总理衙门要求保护，途中被清兵伏击身亡。6月21日，已无退路的清政府以光绪的名义，向英、美、法、德、意、日、俄、西、比、荷、奥十一国同时宣战。7月14日，联军占领天津。至8月16日晚，經過激烈交火。把持清政府大權之慈禧太后在八國聯軍逼近北京時倉皇西逃，並下令剿滅義和團，導致反抗帝國主義之鬥爭失敗:35。联军對北京採取共同軍事管理。在美国的历史记载裡，称这次解除公使馆危机军事行动为中国解救远征，中国则称之为八国联军侵华战争。李鴻章自始即無視西太后開戰命令，與列強維持和平關係，試圖和解，10月起與八國開始談判講和；但是列強堅持主張處罰首謀者，12月列強決定講和條件，清國得全盤接受處罰亂事責任者與賠償等條件:161。
八國聯軍在北京城內燒殺搶掠，搶走大量財物，又逼迫清政府於1901年9月簽訂《辛丑條約》，條約規定中國向列強賠償白銀4.5億兩（相當於中國人每人負擔一兩），在北京建立由列強派兵保護之使館區，還准許各列強在中國多處駐兵等；對中國來說，這些規定十分苛刻:35。1901年9月7日，签訂《辛丑条约》北京議定書，賠款分10年償還，名目上是4億千萬兩，如果加上利息即9億8千萬兩，清國完全成為半殖民地化:161。中国虽然免于领土被瓜分，但需要向各国赔偿“庚子赔款”，由关税及盐税中扣付。八国联军侵华的同时，俄国乘机占据了中国东北的大片领土，俄国在辽东的租界也得到承认。1902年締結英日同盟，到1911年《日英通商航海條約》終於再次修訂，日本恢復關稅自主權，同時和美國簽訂通商航海條約，日本恢復關稅自主權，遵循國際法律接受所有世界標準，努力使對方同意修訂條約，不採取暴動方式；清國不採行這種模式:129。
20世紀初，清朝統治者終於也感到來自國內外要求變革之強大壓力，為繼續維持統治，決定實行「新政」:35。新政從1901年實施，是在戊戌變法基礎上進一步改革，主要內容有：①改兵部為陸軍部，投入巨資淘汰舊軍而採用西方建軍理論和原則編練「新軍」；②設立商部，振興商務，奬勵實業，允許和奬勵私人資本主義之自由發展，提高民族資產階級之政治和社會地位；③廢科舉，辦學堂，派員留學，使學習和傳播西方自然科學和社會政治學說具有合法地位；④改革官制，整頓吏治:35。新政某些措施客觀上有利於民主革命思想和文化之傳播，有利於民族資本之發展，因而也有利於辛亥革命之到來，加速清王朝之最終覆滅:35。
俄国的行动威胁到英美所希望门户开放政策，并与希望在辽东和满洲扩展势力的日本发生冲突，1904年2月爆发了惨烈的日俄战争。日俄軍隊在中國當地徵收糧食和資金，燒毁中國農民房屋，搶掠牲畜和農作物；數萬人從各地向奉天（瀋陽）逃難:29。戰爭給日本人民極大負擔；但是，日本加速擴張領土與勢力範圍:29。1905年9月5日，在日俄战争中战败的俄国与日本签订了《樸茨茅斯和約》。根据条约，俄國将此前占领的库页岛南半部（北纬50度以南）及其附近一切岛屿割让给日本；将旅顺、大连及附近领土领海的租借权转让给日本；承认朝鲜为日本的“保护国”。条约签订后，日、俄两国立刻逼迫清政府予以承认。1905年12月22日，清政府与日本签订了《中日会议东三省事宜条约》，接受日、俄《朴次茅斯和约》中的所有规定，还额外给日本以某些权益。日本不僅要求俄國承認其對朝鮮之統治，還得到美國、英國首肯其統治朝鮮，於是開始將朝鮮作為殖民地；日本還統治旅順、大連，經營「南滿鐵路」，開始侵入中國東北；日本國內也強化所謂世界「一等國」之意識:29。
1911年，辛亥革命时期，日本既支持革命党也支持清王朝，图谋分裂中国。武昌起义爆发之后的10月28日日本驻华公使伊集院彦吉致密电给内田康哉外务大臣：“帝国政府亟须当机立断，下定决心……趁此绝好时机，亟应在华中、华南建立两个独立国家，而使满清朝廷偏安华北……维持满清朝廷于华北一隅，而使其与南方汉人长期对峙，乃属对帝国有利之上策。”

## 中華民國大陸時期（1912年－1949年）
| 日期         | 事件                 | 後果 |
| ------------ | -------------------- | --- |
| 1914年6月    | 第一次世界大戰       | 日本第一步即以參戰國姿態出兵山東半島，奪取德國租借地、長春、旅順間之鐵路及其支線，及附屬利益讓與日本。 |
| 1915年1月7日 | 北洋政府要求日本撤兵 | 日本拒绝撤兵，并对北洋政府提出《二十一條》要求。 |
| 1915年5月8日 | 二十一條             | 袁世凱政府承認日本《二十一條》大部分要求，並於5月25日簽訂《中日民四条约》。 |
| 1928年5月    | 濟南慘案             | 日军借口革命军对济南城内的日本侨民进行抢劫、屠杀12人，而出动军队展开报复，杀害中国军人与民众六千余人，其中，国民党战地政务委员会派遣济南的外交处处长兼国民政府外交部特派山东交涉员蔡公时及署内职员17人被日军杀害。 |
| 1928年6月    | 皇姑屯事件           | 1946年远东国际军事法庭审理日本战犯时，因事件中被暗杀者张作霖的身份，将此事视为日本侵华的起点。时张作霖为中华民国安国陆海军大元帅，行使大总统职权，为中华民国国家元首。                                             |

### 二十一条与五四运动
1914年5月29日，日本脅迫袁世凱簽訂「中日朝鮮南滿往來運貨減稅試行辦法」六款，東北商業遂被日人所壟斷:28。二次革命後，袁世凱恐怕日本援助國民黨，特派孫寶琦、李盛鐸二人赴日本疏通，日本乃借機提出東北五鐵路之建築權以相要挾:28。
及第一次世界大戰爆发，1914年8月23日，日本对德國宣战:29。8月27日，日军封锁中国山东半岛的胶州湾；9月2日日军从山东龙口登陆；9月21日攻擊濰縣；10月7日攻擊濟南。11月7日，攻陷青岛，並佔領胶济铁路沿线:29。日本搶奪原來德國佔領之青島及其在山東之權益:80。
1915年1月7日，北洋政府要求日軍撤退回國，或暫照德國租借辦法留駐青島，日本以歐美各國無暇顧及遠東，復窺袁世凱稱帝野心，於1月18日由日本駐華公使日置益面向袁世凯提出二十一条要求:29。日本向中國提出繼承德國在山東之權益及其他政治、經濟、軍事權利之「二十一條要求」:80。全文共分五号:29。日置益并面告袁世凱，危嚇袁世凱嚴守秘密:29。然而，袁世凯暗中逐步泄露条款内容，希望获得英美支持，迫使日本作出让步，中国国内亦出现反日情绪；日本则以武力威胁中国。5月7日下午3時，日益置將最后通牒送交中國外交部，限5月9日下午6時前對4月26日之修正案作滿意之答复，否則將採取必要手段:29。當時袁世凱迫於日本之壓力，以「二十一條要求」為基礎，與日本在北京簽訂《關於南滿洲及東部內蒙古之條約》、《關於山東之條約》:80。最终袁世凯政府在5月9日晚上11时接受二十一条中一至四号的要求，史稱「五九國恥」。袁世凱下令要求訂此日為「國恥紀念日」:211。
中國在1917年8月對德國宣戰；第一次世界大戰結束後，中國參加在巴黎舉行之和會，以戰勝國之地位要求取消列強在中國之特權，廢除「二十一條」，歸還中國在山東之權利:80。1919年1月，在一战中取得胜利的协约国集团召开巴黎和会。英、美、法等國向日本妥協，拒絕中國要求，決定將德國在山東之權益轉讓給日本:80。和會將德國在華特權由日本繼承。當時，民族獨立浪潮正波及世界，得知巴黎和會決定之北京學生群情激憤；1919年5月4日，3,000多學生在天安門聚會，要求收回山東主權，罷免與締結《關於山東之條約》有關之三名親日派官僚，並到那些人之住宅遊行示威；北京政府出動軍警鎮壓，當場捕去學生30餘人，但第二天北京大專學校學生舉行更大規模罷課以抗議:81。北京學生們行動影響全國，各大城市紛紛響應，聲援學生之行動，抗議北京政府之暴行；6月3日上海、天津、武漢、青島等地工人相繼舉行政治罷工，商店也罷市抗議，形成全社會運動:81。日本歷史學家宮脇淳子曾經與岡田英弘調查五四運動資金來自美國勞工組織，而非來自俄國革命派與共產國際:215。運動迫使北京政府釋放被捕學生，撤銷3名親日派官僚之職務，並指示中国代表拒絕在巴黎和约上签字:81。「五四運動」對中國歷史影響深遠，使中國人民對外爭取民族自立和對內反對專制之呼聲日益強烈，中國之民族民主革命進入高潮，並推進以「民主」、「科學」為口號之新文化運動:81。1921在華盛頓召開和平會議，1922年2月中日兩國於華盛頓簽訂《中日山東懸案解決條約》。

### 濟南慘案
日俄戰爭後，日本一直把資源豐富之中國東北當作自己之「生命線」；在1927年6月召開之「東方會議」上制訂《對華政策綱領》，決定採取「把東北從中國本土分離出去」之「強硬」方針:108。
此時，國民革命軍通過北伐影響擴展到華北地區，日本擔心進而影響東北，更加迫切推行分離計劃:108。1928年5月3日，中國國民党北伐军过境山东时，在濟南跟日軍發生衝突，并杀害了一些日本侨民。国军战地政务委员兼外交处主任蔡公時及随行17人在交涉公署被日军杀害，蔡被日军割去耳鼻挖去双眼舌头后被害，史称“济南惨案”。之后，日军继续增兵并占领济南全境，对平民进行了屠杀，北伐军被迫绕道北进。

### 皇姑屯事件
1928年6月3日，被北伐军击败的奉系军阀张作霖乘火车由北京回奉天。之前，日本政府特使要求张宣布东北独立，被张拒绝。6月4日，日本關東軍高級參謀河本大作策劃在瀋陽附近之皇姑屯炸死當時控制東北之奉系軍閥张作霖之事件，企圖製造混亂，以便趁機出兵佔領東北:108。張所乘专列途经沈阳南满路与京奉路交叉路“三孔桥”时，被日本关东军预埋炸药炸成重伤不治而死，史称“皇姑屯事件”。但是張學良繼承父業後反而宣布承認蔣介石領導之南京國民政府，使日本分離東北之計謀破產:108。
張學良宣布易幟後，在東北自修鐵路，擴建海港，統一貨幣，實施一系列與日本對抗之政策；日本擔心得到國民政府支持之張學良強大起來，在向其不斷施加壓力之同時，也在秘密準備佔領東北之行動；關東軍秘密偵察，搜集情報，提出以武力侵吞東北之方案，同時也一再製造行動之藉口:108。

### 中日關稅協定
1930年5月6日，《中日关税协定》在南京签字。期限3年，日本承认中国关税自主，但又规定对110种进口的日货暂不加税。1934年国民政府在《中日关税协定》期满之际，再次提高进口税税率。中国进口关税从1929年的4％增至1930年的10％，1934年又达25％。

### 九一八事变

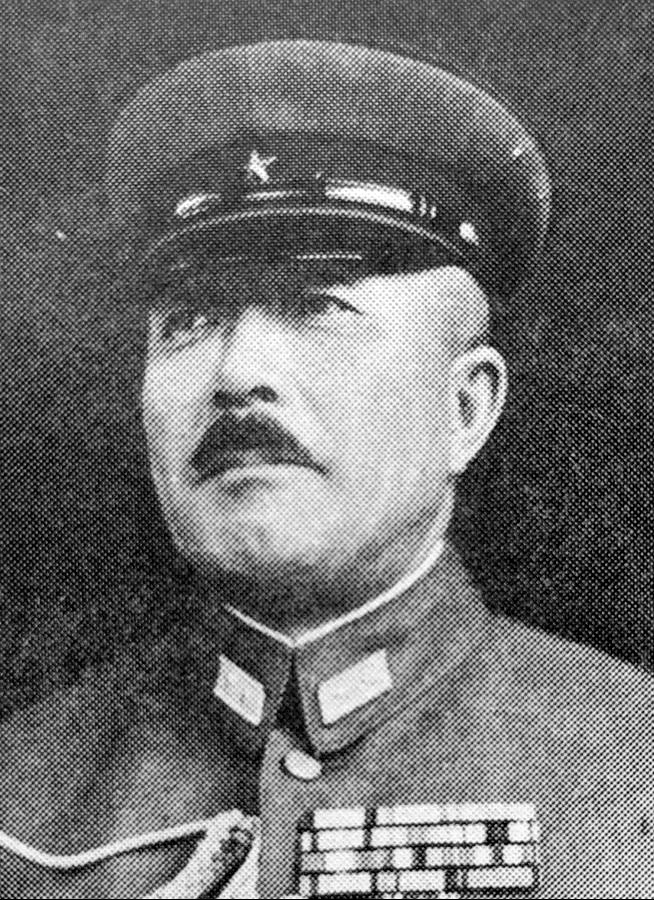
板垣征四郎

1931年9月18日夜，關東軍高級參謀坂垣征四郎、石原莞爾等策劃在瀋陽柳條湖附近製造爆炸「南滿鐵路」之事件，把責任推到中国东北军身上，首先突襲中國駐瀋陽軍隊，接着擴大事端，陸續攻佔鐵路沿線城市:108-109。當地中国军隊雖然進行抵抗，但是由於國民政府堅持先安內後攘外之方針，將軍隊撤出東北，因此不能制止日本進攻；不到5個月，日本軍隊就佔領東北主要城鎮與鐵路沿線:109。當地中國駐軍奉行蒋介石和张学良的“不抵抗政策”。「九一八」事變發生後，中國政府立即向國聯理事會提出控訴；國聯派英國人李頓為首之調查團到日本與東北調查，於1932年9月4日簽署報告書；國聯根據報告書認為日本違反國際法規定之不戰條約，決議要求日本撤兵，恢復事變前狀態；但日本拒絕接受決議，並於1933年退出國聯:109。
「九一八」事變後，關東軍相繼佔領遼寧和吉林兩省，在向黑龍江省進犯時，遇到當時省代主席馬占山率領中國軍民在嫩江橋頑強抵抗；關東軍調集當時主力與大部分裝備，在與中國軍隊激烈戰鬥後少侵入齊齊哈爾市:114。數以百萬之中國東北農民和城市居民為躲避戰火或不願成為日軍佔領當局之「順民」，被迫向華北地區或南方流方；隨着日本侵華戰爭之擴大，逃難、流亡和遷徙之人流波及中國各地，大量人口淪為難民；由於缺少交通工具，大部分難民只能徒步行進，飢餓、寒冷、疾病及日本飛機之轟炸奪去難民生命:128。
1932年3月，關東軍宣布在中國東北成立“满洲国”，把前清朝皇帝溥仪作名義「國家元首」:110。「滿洲國」是被日本關東軍控制之傀儡政權，關東軍以此作為對中國進行全面戰爭和對蘇作戰之基地。東北重要產業均由日本半官方機構「南滿洲鐵道株式會社」和日產財閥「滿洲重工業開發株式會社」壟斷:112。1932年滿洲國建立時總人口有3千4百萬人，當中漢人佔百分之83，滿洲人與蒙古人合計佔百分之15，日本人和朝鮮人則合計佔百分之二；根據其他統計，1932年日本人在中國包含關東州在內有24萬人
:168。1934年3月1日，溥仪正式登基，年号“康德”。1936年，日本政府制訂「百萬戶移民計劃」，將日本地少人多、貧窮落後地區之農民移入東北，在東北建立與日本同名之村，稱為「分村」；另外，還將大批日本青少年移入東北，建立「義勇軍開拓團」；到日本戰敗投降，日本在東北移民達29萬人；為使移民得到土地，日本指示「滿洲國政府」強佔或廉價購買當地農民之土地和家園:112-113。
日本佔領東北受到國際輿論譴責，企圖在東北建立傀儡政權之活動遇到阻礙；為轉移國際社會之關注，1932年1月28日，關東軍與日本駐上海領事館武官共同策劃暴徒襲擊日本僧侶事件，日本海軍得到3個陸軍師團支持，進犯駐上海中國軍隊:109。1932年1月28日23时30分，日军海军陆战队2300人向西占领淞沪铁路防线，在天通庵车站遇到由蔣光鼐及蔡廷锴指揮中国驻军坚决抵抗，“一二八事變”爆发。駐上海之十九路軍奮起抵抗，打死、打傷日軍萬餘人:109。因国军顽强抵抗戰事擴大，日軍四易主帥，數度增兵至7万余人，兼以海空軍、戰車助戰。蔣介石於事變發生後復出擔任國民政府軍事委員會委員長，派由張治中指揮第五軍於2月16日加入作戰，在江湾一带抵抗日軍進攻至3月2日。由于日军在太仓浏河登陆，形成腹背受敌的局面，国军全線後撤。3月3日，日军占领真如、南翔后宣佈停戰。後在英國調停下，中日雙方於3月4日開始談判，並於5月5日簽訂《淞沪停战协定》:109。日军返回战前防区，国军则暂留现驻地，交战区被划为非武装地区。
中國東北之重要產業均由日本半官方機構「南滿洲鐵道株式會社」（簡稱「滿鐵」）和日產財閥「滿洲重工業開發株式會社」（簡稱「滿業」）壟斷；在金融、煤炭、鋼鐵、交通、採金、電力等領域建立「特殊會社」或「准特殊會社」實行控制，稱為「一業一社主義」，不允許中國民族資本涉足；進入1940年代後，許多中國民族資本因原料、銷售等受到限制瀕臨破產:112。
日本佔領東北後，又將目標指向華北地區；1933年初，關東軍出兵入侵熱河和長城沿線，雖然遇到中國軍隊抵抗，但仍於5月迫使中方代表同意簽署《塘沽協定》，規定中國軍隊撤出長城以南100公里之「非武裝地帶」，為日軍打開通向華北之大門:109。1935年5月，關東軍又越過長城入侵華北，與華北駐屯軍共同策劃「華北五省自治運動」，並扶持漢奸成立傀儡政權，企圖將中國國民政府之勢力排除出華北地區，準備全面侵華；過程中，日本支配華北地區之煤鐵資源:109。
1935年前後，在中國共產黨領導下，中國東北之抗日武裝力量聯合起來，組成東北人民革命軍，後改稱東北抗日聯軍，發展到11個軍，3萬餘人；但是關東軍與偽政權集中力量鎮壓，實施「治安肅正計劃」，抗日聯軍不斷遭到「討伐」與進攻，糧食、藥品、鹽等給養完全斷絕，部隊損失慘重；為保存力量，抗聯部隊進入蘇聯境內縮編整訓；1942年以後，抗日聯軍開始不斷派遣小分隊返回中國東北，深入敵後收集情報，堅持鬥爭；蘇聯對日宣戰後，抗日聯軍返回中國東北，迎接抗日鬥爭之最後勝利:114。
為維持在中國東北之統治秩序，減輕國內人口之壓力，同時進行對蘇作戰之準備，日本開始以退役或預備役軍人即「在鄉軍人」為骨幹組成武裝實驗移民，移入中國東北北部地區；1936年，日本政府制訂「百萬戶移民計劃」，將日本地少人多、貧窮落後地區之農民集體移入中國東北，在中國東北建立與日本同名之村，稱為「分村」；另外，還將大批日本青少年移入中國東北，建立「義勇軍開拓團」；到日本戰敗投降，日本在中國東北之上述移民達29萬人；除日本人以外，還有一部分朝鮮人被強制移入東北；為使移民得到土地，日本指示「滿洲國」政府強佔或廉價購買當地農民之土地和家園:112-113。
關東軍佔領中國東北後，逮捕師生，鎮壓教育界反滿抗日鬥爭，封閉學校；殖民統治秩序初步建成後，學校才開始恢復和建設:113。此時小學校被改稱「國民學校」；原來共6年之初、高中教育被縮短為4年，稱「國民高等學校」:113。同時，削減學校中之基礎知識教育，強調實行實業教育，其實是為戰爭政策服務；各類學校均強制實行奴化民眾之「皇民化」教育，其內容包括強制師生每天必須向日本天皇、「滿洲國皇帝」「遙拜」，唱「國歌」，背誦溥儀之《國民訓》；強制學生學習日語和修身課（後來稱「建國精神」），灌輸「日滿一體」、「忠君愛國」之思想；在中國，把日本統治時期之教育稱為「奴化教育」:113。
1936年12月12日，时任西北剿匪副总司令的张学良和时任国民革命军第十七路总指挥的杨虎城在西安发动兵变，逼蒋“停止剿共，改组政府，出兵抗日”。蒋介石被迫接受停止剿共一致抗日的主张，促成第二次国共合作，史称“西安事变”。

### 中日战争

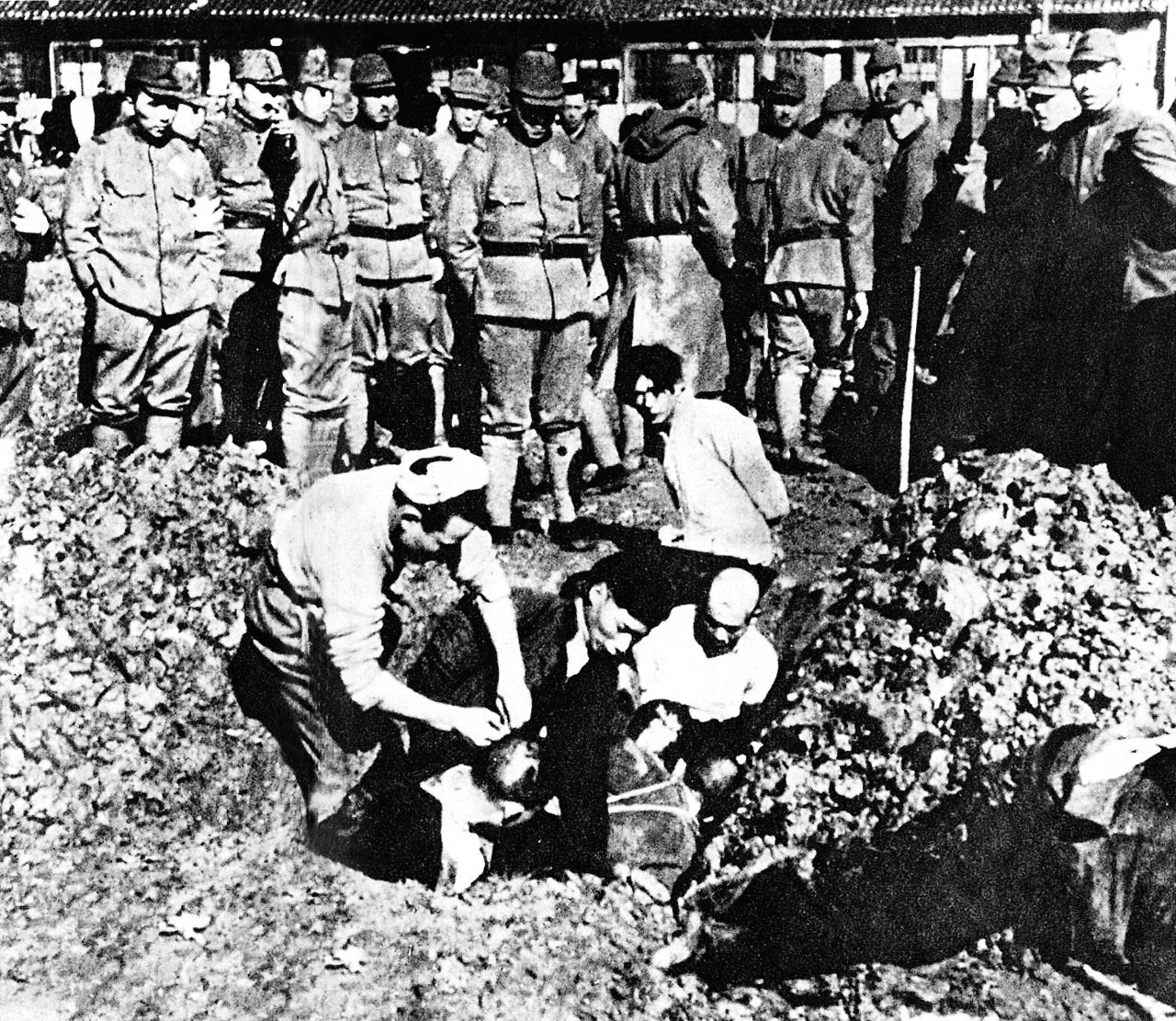
1937年南京大屠殺中，日軍強硬將中國平民押進坑中準備集體活埋。

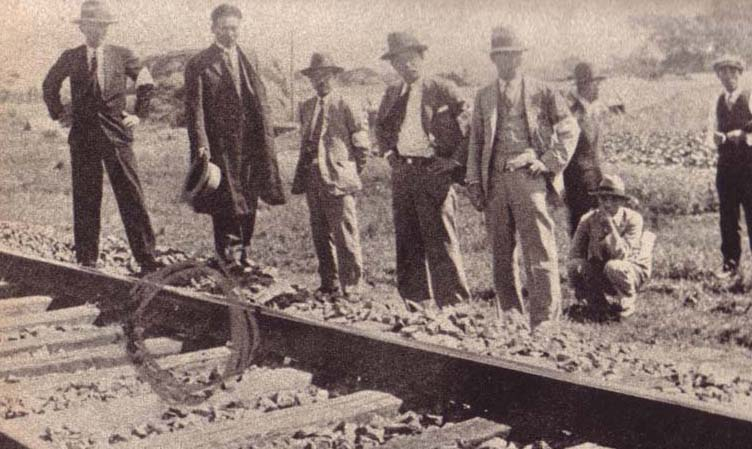
柳条湖事件爆破现场

1937年7月7日夜，日本軍隊在北京郊外挑起卢沟桥事件；日本以事變是中國軍隊「非法射擊」引起為藉口，為一舉佔領華北而把大批軍隊派進中國:118。抗日战争全面爆发。1937年7月底，日军攻陷华北的平津。接著，8月13日，日本海軍在上海發動戰爭（第二次上海事件，淞滬抗戰），14日，海軍航空隊轟炸上海、杭州，15日空襲中國首都南京:118。国軍组织淞沪会战抗击日军。日本之近衛內閣派出大軍，經3個月激戰佔領上海；攻佔上海後，日本軍部和政府以為佔領南京就可以使中國屈服，承認日本之統治，所以為佔領南京動用20萬軍隊:118。9月，太原会战打响。9月25日，由中国共产党领导的八路軍將領林彪指挥115师在平型关设伏，歼灭日军第5师团第二十一旅后卫辎重部队1000余人，史称“平型关大捷”。日本軍歷來輕視後勤軍需供給，結果造成供應能力差，糧食、燃料等物資嚴重缺乏；在戰場上，日軍實施向當地徵收糧食等軍需物資之政策，居然以戰勝者自居之日本兵把搶劫視為當然之權利，恣意闖入民宅，搶劫物品，焚燒房屋，強姦婦女；人們稍有反抗，便被橫加殺害:128。
1937年11月8日太原沦陷。11月12日上海沦陷。11月20日，国民政府正式迁都重庆。12月13日日本軍佔領南京；引起世界輿論強烈抨擊之南京大屠杀事件就是在此時發生:118。在全面侵華之初，日本即已出現國內勞動力不足問題，日本政府、軍部與企業便把擄掠中國勞工作為解決勞動力來源之根本辦法；他們或通過宣傳誘騙，或通過強迫徵派，或者直接用武力捕捉，強擄大量勞工；勞工有的被送到日本本土，但大量勞工被押送到中國東北:128-129。
沒有能夠使蔣介石之中國國民政府屈服之日本，在1938年1月16日發表「今後不以國民政府為對手」之近衛聲明，宣布要繼續戰爭直到「消滅」蔣介石政府:119。2月徐州會戰打响，第五战区司令李宗仁指挥六十万国军取得台儿庄战役胜利，获得国军抗战中的首胜。國民政府將軍政機關遷到武漢繼續抗戰，日本調動大軍展開武漢作戰；同時為斷絕香港、廣東給國民政府之物資補給而進行廣州作戰:119。5月19日日軍佔領徐州。6月9日，國民政府軍事委員會委員長蔣介石在花園口炸開黃河南岸大壩，暫時阻擋日軍南下。6月12日武汉会战。10月，日軍佔領武汉和廣州；蔣介石把首都遷到重慶繼續抗戰；日本為長期侵略中國之戰爭，把殖民地朝鮮也動員到戰時體制中，更加深朝鮮人民之痛苦:119。
1939年，為配合侵略戰爭，中國東北日偽政府制定強制徵收500萬噸糧食之政策，此後逐年增加，到1945年增加到900萬噸；每年到秋收時，日偽政權派武裝力量到農村監督徵集，農民把口糧和種子都交出去；由於大量糧食供給軍隊，以至城鎮居民每人每月之定量只有5公斤左右，人們以橡樹果實等充飢；日偽政權還規定不准普通中國人食用大米，一旦發現就會被視為「經濟犯」，遭到處罰:113。截至1939年，日本陸軍在中國戰場投入兵力達85萬人，佔領大多數重要城市和鐵路線；但仍沒有能夠抑制中國之抵抗:119。
為把中國東北建設成對蘇聯作戰之基地，從1939年起實施「北邊振興」計劃，在邊界地區大規模建設軍事設施與工程；由於中國東北勞動力缺乏，日偽政府每年到華北地區「招募」勞工；根據「華北勞工協會」之檔案記載，1941年和1942年「招募」之勞工都在100萬名左右，其中還有被捕之抗日軍人；勞工被押到中國東北做苦役受到非人待遇，糧食供給條件很差，大批勞工死於非命:113。
日本幫助中國國民黨副總裁汪精衛逃出重慶，令其在1940年3月成立南京的“国民政府”（汪精衛偽政權），但傀儡政權幾乎得不到中國國民之支持，日本之「誘降」政策失敗:119。汪精卫以“和平反共建国”为号召，“还都”南京。另一方面，中國共產黨領導之八路軍和新四軍一面作戰，一面發動民眾組建民兵，解放被日本佔領之地區作為抗日根據地，擴大自己力量；遭到打擊之日軍為徹底破壞解放區而進行「掃蕩戰」；這樣，日軍在正面戰場上進攻國民政府軍，在後方又要同共產黨軍作戰，面臨着兩個戰場:119。1940年8月-12月，中共八路军发动百团大战。对日军在华北的交通线进行骚扰，同时也暴露了八路军的军事实力。
轉移到重慶之國民政府通過緬甸即所謂之「援蔣路線」，接受英美等國之軍需物資物資供給，繼續堅持抗戰；英美在支援中國之同時加強對日本之經濟制裁，日本為確保軍需物資準備進軍東南亞:119。1939年9月14日，第一次长沙会战开始。此后战局转入相持阶段。1940年9月7日，第二次长沙会战开始。1941年12月24日，第三次长沙会战爆发，薛岳指挥国军遏制日军进攻。1939年9月至1944年8月期間，國軍與日軍在第九戰區有過4次大規模會戰，日軍先後出動66萬人次、共傷亡10.7萬人，國軍出動100多萬人次、共傷亡13萬人，在中國抗日戰爭中規模最大、歷時最長；直到1944年5月第四次長沙會戰，激戰月餘，日軍才攻陷長沙。
日本之戰爭指導者認為，由於德國在歐洲戰場上取勝，英法等國無暇東顧，是日本取得東南亞之殖民地，從而獲得石油、錫、橡膠等軍需資源之極好機會，同時又可以切斷「援蔣路線」，迫使中國投降，從中日戰爭之泥潭中拔出腳來:121。
1941年12月7日，日本偷袭美国珍珠港，太平洋战争爆发，日本的战略重心从中国转向美国。12月9日，美国正式向日本宣战。太平洋戰爭爆發後，日本在中國佔領區全面推行「強制勞動」制度，利用勞工加速開發各地之資源和修建軍事設施；隨着戰局惡化，由於將大批青壯年抽調到前線作戰，國內勞動力更加缺乏，從1943年起，日本開始把強徵之中國勞工輸出到日本本土、朝鮮甚至南洋:129。
各地之中國勞工均遭到盤剝和迫害；被押到中國東北之勞工在日本軍隊之刺刀下服役，主要從事開鑛及修築工事；由於條件惡劣，死亡率高；埋葬勞工之地方，往往被稱為「萬人坑」；被擄往日本本土之中國強制勞工近4萬人，被分配到35家企業之135處作業場中；據日本外務省之統計報告，高強度之勞動和惡劣之生存環境導致在日勞工至少有6,800人死亡；例子有「花岡事件」:129。
1945年8月15日，日本裕仁天皇通过广播发表《终战诏书》，宣布无条件投降。根据盟军最高統帥麥克阿瑟元帥的命令《一般命令第一號》，中國（除滿州）、臺灣以及越南北緯十六度以北的日軍向中國戰區統帥蔣中正投降。1945年10月25日，中華民國接收臺灣並派駐臺灣省行政長官管轄。

### 第二次國共內戰
1945年10月，蔣介石接見美國記者，告以日本天皇命運應由日本人民決定:47。
1947年2月19日，中華民國農林部、外交部與駐東京盟軍總部協商訂立《關於准許日本漁輪在中國朝鮮琉球外公海捕魚辦法》，凡10條:8292。7月16日，監察委員萬燦、樹德、杜光塤、李世軍、王冠吾等反對開放對日貿易並建議終止派遣商務代表團赴日；僑居東京、橫濱之華僑，在東京成立戰後第一個由第三國人士組成之永順貿易公司，主要業務為國外貿易:8384。7月25日，中國全國工業協會代表潘仰山、羅霞天、陶桂林等，前往行政院、經濟部、社會部等機構，面陳請暫緩開放對日貿易等五項意見:8388。7月26日，監察委員劉士篤、楊宗境、蔡自聲、王冠吾、劉延濤等人，向監察院提出建議，指出對日應有明確立場，反對提高日本工業水準，主張延緩開放對日貿易；參政會駐會委員會通過參政員鄭揆一等提出之請政府在未簽定對日和約前，暫緩開放對日貿易案，並請政府保留對日和會否決權:8389。7月28日，吳蘊初以工商界代表立場，在全國經濟委員會小組會議上，提請政府暫緩開放對日貿易；同日，經濟委員會綜合小組決定：暫緩開放對日貿易。赴日私人商務代表團亦暫緩派遣:8390。7月31日，中國國民黨中政會決議在原則上開放對日貿易:8392。8月1日，國民政府舉行國務會議，一、通過經濟改革方案；二、決定原則開放對日貿易，主要原則有三：政府與經濟界協商組織代表團，以私人團體名義赴日考察商務；對日進出口貿易以不妨礙國民經濟為原則；中國對日本所需物資，優先在賠償物資中取給:8392。
8月5日，行政院決議：由經濟部、財政部、外交部及資源委員會、全國經濟委員會、中央信托局等單位各派一人聯合組成對日貿易指導委員會:8394。8月13日，對日貿易指導委員會在南京成立，首次會議決定進出口物品種類：一、出口品以豬鬃、桐油、生漆、麻、糖、蠶等為大宗；二、入口品以交通器材、人造肥料、化學原料、金屬原料、木材及儀器為主:8396。
8月12日，美、英、中、蘇四國第三次抽籤分配日本殘餘軍艦，每國各得8艘；8月27日，分給中國之日艦駛抵青島，僅有軀殼，除發動機及鐵錨外，一無所有:8396。8月19日，行政院通過對日和約審議會編制:8399。8月，蔣以朱世明為對日和約代表團首席代表:52。9月10日，盟軍統帥麥克阿瑟宣布恢復中日商用電報:8409。10月26日，王世杰在東京發表談話稱，對日和約，中國將堅持保留四強否決權，中日未來關係，須視日本黷武主義是否掃除而定:8439。
1949年中華民國政府遷台後，冷戰態勢的形成促成同為資本主義陣營的中華民國與日本開始謀求建立同盟關係。

## 中華人民共和國時期、中華民國臺灣時期（1949年－）

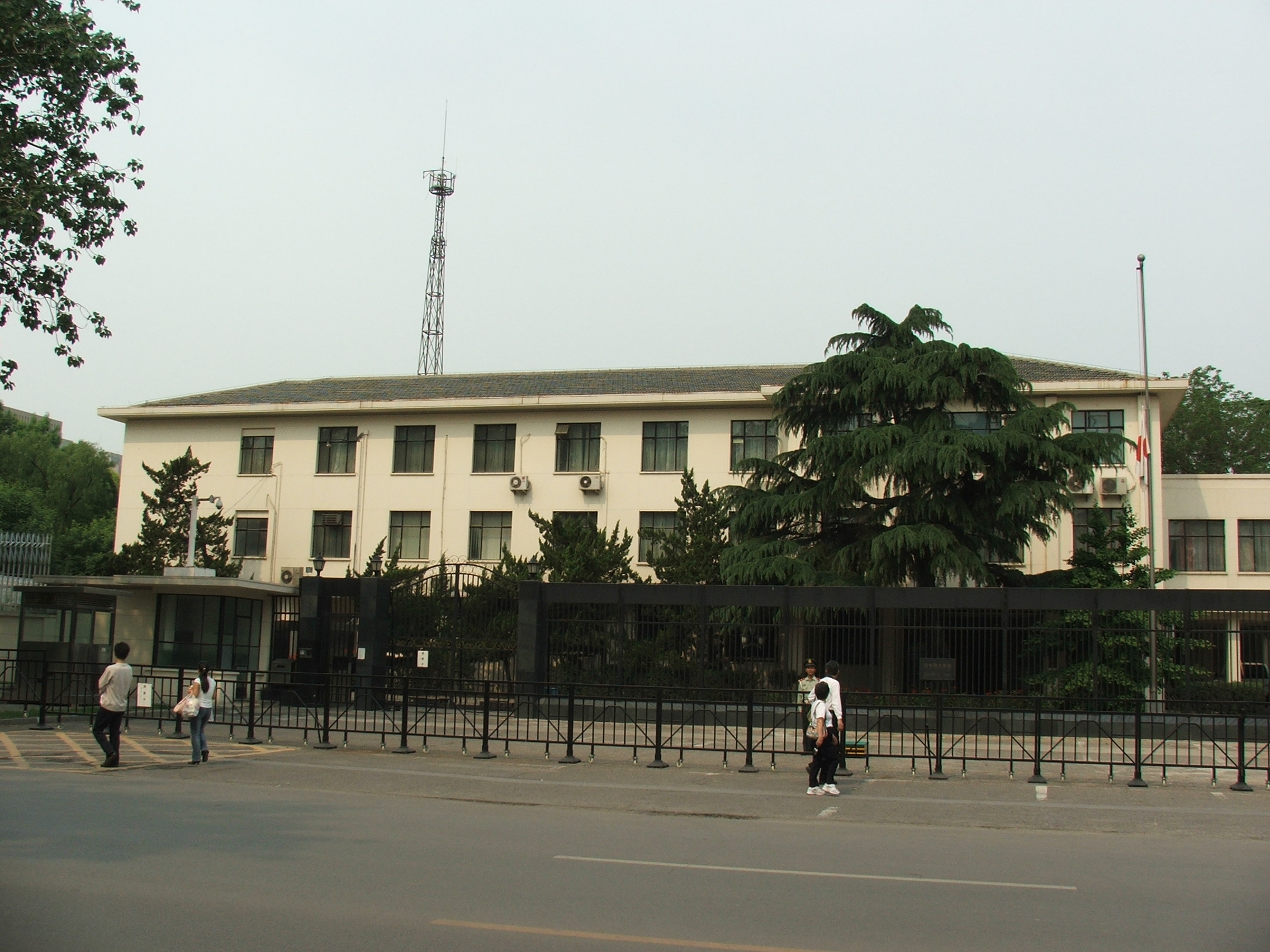
日本駐華大使館館舍

1949年中華民國政府在國共內戰中失利，退守臺灣。1949年6月2日，中共中央為與日本進行直接貿易問題致電東北局，指出：「在雙方有利而平等的條件下，我們不需要拒絕對日直接貿易，而應歡迎日船商到中國口岸來通商。」:8933同年10月中華人民共和國成立，中共建政初期與世界多國關係緊張。
1949年，撫順與太原戰犯管理所成立，共收容1,109名日本戰爭罪犯；1956年，大部分戰犯被釋放回日本後，1957年成立中國歸還者聯絡會:203。
1972年9月，日本首相田中角榮訪華，兩國政府簽訂《中日聯合聲明》，廢除1952年之《中日和約》，結束日本與台灣之外交關係，中華人民共和國和日本國建立外交關係:199。關於日本之戰爭賠償，儘管台灣在美國壓力下先期宣布放棄對日賠償要求，給中國政府對日索賠工作造成不利影響，但中國政府主要從中日兩國之友好和不加重日本人民之經濟負擔之角度考慮，放棄中國政府對日本之戰爭賠償要求:199。中華人民共和國現將中日兩國關係稱為「戰略互惠關係」，但兩國在歷史認識、意識形態和經濟、領土上均存在歧見與衝突。
1978年8月，中日兩國正式簽訂《和平友好條約》；在此基礎上，1998年11月，兩國又共同發表《聯合宣言》:199。1978年，靖國神社將東條英機等14名甲級戰犯合祀進來；1985年，日本首相中曾根康弘正式參拜靖國神社，遭到中國、韓國等亞洲各國強烈反對，也引起日本輿論批評；2001年，日本首相小泉純一郎又進行正式參拜，受到中國政府與韓國政府嚴厲批判:215。
從1979年起，日本政府向中國提供政府開發援助，包括日圓低息貸款、無償資金贈與和技術合作，幫助中國在能源開發、基礎設施建設、環境保護等方面之活動，對中國之改革開放與經濟建設起積極作用；大批日本企業直接投資中國，推動中國經濟快速發展，同時也促進對華貿易之增長；而政府開發援助對日本維持世界經濟大國之地位也有重要意義:199。

## 延伸閱讀
- 高明士：〈隋唐使臣赴倭及其禮儀問題（页面存档备份，存于）〉
- 小野胜年：〈日唐文化关系中的诸问题（页面存档备份，存于）〉。
- 鄭樑生：〈明朝海禁與日本的關係（页面存档备份，存于）〉。
- 大庭修：〈汉文书籍输入日本的研究（页面存档备份，存于）〉。
- 大庭修：〈日清贸易概观（页面存档备份，存于）〉。
- 松浦章：〈江户时代之日中交流（页面存档备份，存于）〉。
- 松浦章：〈来日清人与日中文化交流（页面存档备份，存于）〉。
- 松浦章：〈清末中日间航运与东亚交流（页面存档备份，存于）〉。
- 冈田英树：〈东北沦陷时期的日中文化交流（页面存档备份，存于）〉。
- 郑屹：《隋代中日使节往来与文化交流》，浙江大学日本文化研究所论文刊载
- 江静：《元代中日通商考略》，浙江大学日本文化研究所论文刊载

1. ↑  东龟年：《兰田文集》二稿，卷1，心赋一节。转引自中村久四郎：《史学杂志》第25编，第2号，第12页